# Zhangqiu
Zhangqiu (chiń. 章丘; pinyin Zhāngqīu) – miasto na prawach w powiatu we wschodnich Chinach, w prowincji Szantung. W 2000 roku liczba mieszkańców miasta wynosiła 977 324.

## Historia
W 153 roku p.n.e. na terenach dzisiejszego miasta utworzono powiat Yangqiu.
W 1930 roku w Longshan (obecnie jedno z osiedli w Zhangqiu) odkryto pozostałości neolitycznej kultury o tej samej nazwie. W sierpniu 1992 roku przekształcono powiat Zhangqiu w miasto.